# محافظة دمياط
محافظة دمياط هي إحدى محافظات جمهورية مصر العربية. تقع المحافظة في الجزء الشمالي الشرقي من الدولة، يبلغ عدد سكانها أكثر من مليون شخص، وعاصمتها هي مدينة دمياط.
تشتهر عاصمة المحافظة بمزارع الجوافة، بالإضافة لأشجار النخيل التي تملأ الساحل من رأس البر شرقا حتى جمصة غربا. تصدر المحافظة الملايين من أشجار النخيل إلى العديد من الدول كل سنة، ومنها اليونان والصين. تنتج أيضا دمياط القمح، القطن، الأرز، البطاطس، الليمون، العنب والطماطم. تشتهر أيضا المحافظة بصناعة الحلويات، تعليب السردين وصناعة الأثاث الخشبي الممتاز الذي يصدر لجميع دول العالم وتصنيع الجبن الدمياطي. أيضا تمتلك المحافظة أحد أقدم المصايف في مصر مدينة رأس البر، التي توجد بها نقطة التقاء نهر النيل بالبحر الأبيض المتوسط. كذلك تعد حرفة الصيد أحد أهم الحرف في المحافظة ويعمل بها عدد كبير من السكان، خاصة سكان السواحل، ويمثل رمز القارب في شعار المحافظة حرفة الصيد المنتشرة بها.

## السكان
تعداد السكان حوالي مليون ومائة ألف نسمة،
كما يبلغ تعداد سكان المحافظة التقديري في عام 2003 1,1 مليون نسمة، يتواجد منهم بالقطاع الريفي للمحافظة 691,687 نسمة بنسبة 72.5% ويبلغ معدل الزيادة السكانية للمحافظة 2.09%.
وتعد أغنى محافظة بمصر وفقا للأمم المتحدة[بحاجة لمصدر].

## المساحة
وتبلغ المساحة الكلية للمحافظة 589 كم2 تمثل 5% من المساحة الإجمالية لمنطقة الدلتا وتمثل 1% من المساحة الإجمالية للجمهورية؛ كما تبلغ المساحة المأهولة 589.20 كم2 منها بالقطاع الريفي 546.4 كم2 بنسبة 92.7 %
تبلغ المساحة المنزرعة بالمحافظة 115,892 فدان وتشتهر بزراعة القمح والذرة والقطن والأرز والبطاطس والليمون والعنب والطماطم.

### المناخ
تتبع دمياط من حيث المناخ منطقة البحر الأبيض المتوسط فهو حار جاف صيفاً ومعتدل ممطر شتاءً.

## التقسيم الإداري
وتتكون المحافظة من 5 مراكز إدارية، و11 مدينة، و47 وحدة محلية قروية، و 85 قرية.

### المراكز
- دمياط.
- فارسكور.
- كفر سعد.
- الزرقا.
- كفر البطيخ.

### المدن
- دمياط: دمياط، رأس البر، عزبة البرج
- فارسكور: فارسكور والروضة
- الزرقا: الزرقا والسرو
- كفر سعد: كفر سعد وميت أبو غالب
- كفر البطيخ: كفر البطيخ
- دمياط الجديدة

### القرى
| دمياط 1. الخياطة 2. الجواهرة 3. شط جريبة 4. عزبة اللحم 5. الشعراء 6. العنانية 7. السنانية 8. عزب النهضة 9. أولاد حمام 10. الخليفة 11. غيط النصارى 12. شطا 13. الشيخ درغام 14. البصارطة 15. البستان 16. العدلية 17. شط محب والسيالة | فارسكور 1. الروضة 2. شرباص 3. الرحامنة 4. أبو جريدة 5. العزازمة 6. العبيدية 7. الطرحة 8. البراشية 9. الغوابين 10. كفر الغوابين 11. الغنيمية 12. الضهرة 13. السالمية 14. النجارين 15. كفر العرب 16. كفر الشناوي 17. الناصرية 18. كرم ورزوق 19. الأربعين 20. الحوراني 21. العطوي 22. حجاجة 23. أولاد خلف 24. ميت الشيوخ | كفر سعد 1. كفر سعد البلد 2. النواصرية 3. كفر الغاب 4. الدهايمة 5. منشأة ناصر 6. كفر الوسطاني 7. البدراوي 8. أبو راشد 9. المحمدية 10. الإبراهيمية القبلية 11. تفتيش تاني 12. كفر سليمان البحري 13. اللوزي 14. السوالم 15. كفر شحاتة 16. دار السلام 17. كفر المنازلة 18. كفر ميت أبو غالب (الزهراء) 19. أم الرزق 20. العباسية 21. الإبراهيمية البحرية 22. كفر المرابعين الشرقية 23. أبو عباد 24. السعيدية البحرية 25. السعيدية القبلية 26. التوفيقية 27. قرية الإسماعيلية 28. الحسينية | الزرقا 1. ميت الخولي عبد الله 2. شرمساح 3. كفر تقي 4. الزعاترة 5. دقهلة 6. سيف الدين 7. السلام 8. الباز 9. كفر المياسرة 10. الكاشف الجديد | كفر البطيخ 1. الهواشم 2. الكحيل 3. العوامر 4. السواحل 5. أم الرضا 6. أم الرضا الجديدة 7. الركابية 8. جمصة |

## التعليم

### التعليم العام
- تضم المحافظة 9 كليات و 7 معاهد، 19 مركز للتدريب المهني. ويبلغ عدد مدارس التعليم قبل الجامعي 657 مدرسة للتعليم العام منهم بالقطاع الريفي 403 مدرسة بنسبة 61%.
- وبدمياط 8 كليات تتبع جامعة دمياط منها كلية العلوم وقد صدر قرار السيد رئيس الجمهورية رقم 8 بإنشاء جامعة دمياط عام 2012 في مدينة دمياط الجديدة.

### التعليم الأزهري
- 49 معهد بالمرحلة الابتدائية الأزهرية منهم 16 معهد بالمدن و 33 معهد بالريف
- 53 معهد بالمرحلة الإعدادية الأزهرية
- 37 معهد بالمرحلة الثانوية الأزهرية
- معهدان بمرحلة القراءات بمدينة دمياط إحداهم للبنين والآخر للفتيات
- 34 معهد لرياض الأطفال موزعة على مختلف مناطق المحافظة
- ويوجد أيضا فرع لجامعة الأزهر به العديد من الكليات مثل كلية الطب ومستشفياتها الجامعية وكلية الدراسات الإسلامية والعربية.

## محافظو دمياط

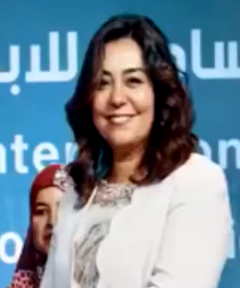
منال عوض ميخائيل محافظ دمياط (2018 - حتى يوليو 2024)

المحافظ هو ممثل السلطة التنفيذية في المحافظة ورئيس المجلس التنفيذي للمحافظة، ويعينه أو يعفيه من منصبه رئيس الجمهورية.
| اسم المحافظ               | استلم المنصب   | ترك المنصب     |
| ------------------------- | -------------- | -------------- |
| محمد حمدي عاشور           | 10 سبتمبر 1960 | 13 نوفمبر 1961 |
| محمود طلعت                | 13 نوفمبر 1961 | 8 مايو 1968    |
| صلاح صالح مجاهد           | 8 مايو 1968    | 18 مايو 1971   |
| عبد التواب أحمد هديب      | 18 مايو 1971   | 18 يونيو 1971  |
| حسن رشدي                  | 18 يونيو 1971  | 8 سبتمبر 1972  |
| محمد أحمد المنياوي        | 8 سبتمبر 1972  | 16 نوفمبر 1976 |
| حسب الله الكفراوي         | 16 نوفمبر 1976 | 15 مايو 1977   |
| عبد الحميد عبد الله       | 15 مايو 1977   | 13 ديسمبر 1977 |
| محمد عبد الهادي سماحة     | 13 ديسمبر 1977 | 29 نوفمبر 1978 |
| أبو بكر منصور الجمال      | 29 نوفمبر 1978 | 15 مايو 1980   |
| عصام راضي عبد الحميد راضي | 15 مايو 1980   | 16 أكتوبر 1984 |
| أحمد الجويلي              | 16 أكتوبر 1984 | 20 مارس 1991   |
| محمود بهي الدين عبد الله  | 20 مارس 1991   | 7 مايو 1992    |
| محمد عبد الرحيم نافع      | 7 مايو 1992    | 16 يناير 1996  |
| أحمد عبد العزيز سلطان     | 16 يناير 1996  | 31 أكتوبر 1999 |
| عبد العظيم وزير           | 31 أكتوبر 1999 | 15 يوليو 2004  |
| محمد فتحي البرادعي        | 15 يوليو 2004  | 31 يناير 2011  |
| محمد محمود يوسف           | 31 يناير 2011  | 19 أبريل 2011  |
| محمد على محمد إمام فليفل  | 19 أبريل 2011  | 16 يونيو 2013  |
| طارق فتح الله خضر         | 16 يونيو 2013  | 13 أغسطس 2013  |
| محمد عبد اللطيف منصور     | 13 أغسطس 2013  | 7 فبراير 2015  |
| إسماعيل عبد الحميد طه     | 7 فبراير 2015  | 30 أغسطس 2018  |
| منال عوض ميخائيل          | 30 أغسطس 2018  | 3 يوليو 2024   |
| أيمن محمد رشاد الشهابي    | 3 يوليو 2024   | الآن           |